# Harry Palme
Harry Palme (14. dubna 1882, Kamenický Šenov – 5. června 1955, Prácheň, Kamenický Šenov) byl český sklářský průmyslník německé národnosti, majitel továrny na výrobu křišťálových a bronzových lustrů, spisovatel, sběratel a archeolog.

## Život
Heinrich Palme se narodil 14. dubna 1882 v Kamenickém Šenově jako syn Reinholda Palmeho a Anny Palmové, roz. Herzogové. Navštěvoval reálku v České Lípě, později studoval obchodní akademii v Praze. Jako dobrovolník vykonal roční vojenskou službu a v roce 1902 vstoupil do rodinné firmy Elias Palme & Co., kde se zaškoloval již od dvanácti let. Po smrti svého otce v roce 1918 se začal podílet také na jejím vedení. V roce 1929 – po smrti druhého senioršéfa firmy strýce Franze Friedricha Palmeho – se potom Harry Palme stal jeho nástupcem a jeden z posledních soukromých majitelů podniku. Zároveň navázal na strýcovy spolkové aktivity jako komorní rada Liberecké obchodní a živnostenské komory (Reichenberger Handels- und Gewerbekammer). Osobně projektoval a pod jeho vedením továrna vyrobila např. osvětlení pro palác tureckého sultána a lustry pro královskou operu v Římě. Vedle své hlavní profese se věnoval také svým archeologickým a historiografickým zájmům, výrazně se podílel i na spolkovém životě města. Bez jeho přičinění by nikdy nevzniklo sklářské muzeum, ani stavba kina a divadla. Ve funkci komorního rady od roku 1938 vyvíjel zdržovací taktiku v zájmu severočeského sklářského průmyslu, jejímž cílem bylo odolat centralizačním tendencím berlínského ústředí. Určité problémy měl také se svou soukromou archeologickou sbírkou, která měla být podle říšských zákonů uplatňovaných speciálním Úřadem pro pravěk (Amt für Vorgeschichte) převedena na stát. 
Po válce byla firma Elias Palme & Co. znárodněna, přičemž Harry a Franz Friedrich Palmeovi byli vyňat z odsunu jako průmysloví specialisté. V Jablonci nad Nisou, pak zaučovali nově příchozí české zaměstnance. 
Po svém odchodu do důchodu se chtěl Heinrich vystěhovat za zbytkem rodiny do Spolkové republiky Německo, zemřel však 5. června 1955 v malém domku v Práchni ještě předtím, než se mu tento plán podařilo realizovat.

## Dílo

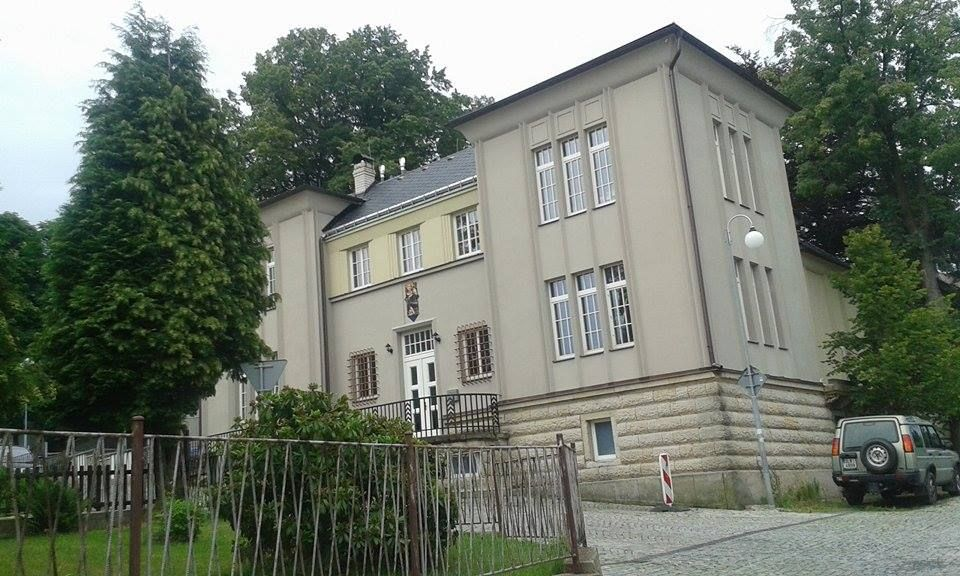
Vila Harry Palmeho

Dílo Harry Palmeho bylo na jedné straně zaměřeno na dějiny jeho vlastní rodiny a rodného města, na straně druhé však sledovalo obecnější souvislosti s archeologickými a uměleckohistorickými aspiracemi. Nejvýznamnější prací takového zaměření je důkladná studie Das Privathaus von Pompeji vor der Verschüttung (Soukromý dům v Pompejích; 1942) o zdejších archeologických vykopávkách, na kterých se sám podílel. Pompeje byly pro něho velikou vášní. V úvodu této knihy, jejíž rukopis je uložený v českolipském muzeu, píše, že sem jezdil každé prázdniny po dobu třiceti let a seznámil se zde s vedoucím záchranných archeologických prací, který ho tu pravidelně vítal. V původním vybavení dodnes existující vily měl Palme v salonu pompejánský sloup, do zdí vsazené kachle z Pompejí a na zahradě pompejánské urny. Další Palmovo dílo věnované sklářství v českých zemích: Das hohe Lied vom böhmischen Glase (Vznešená píseň o českém skle) je dodnes stěžejním materiálem pro dokumentaci historie sklářství v oblasti Kamenického Šenova. Jeho archeologická sbírka, která byla v roce 1945 zkonfiskována, se stala součástí sbírek dnešního Oblastního muzea v Děčíně. Harry Palme má zásluhu na tom, že se dodnes dochovaly nálezy takzvané podmokelské kultury, které zakoupil od nálezce: rolníka z Děčínska (také ty jsou dnes uloženy v děčínském muzeu). Sklářská část z jeho pozůstalosti je v Sklářském muzeu v Kamenickém Šenově, část je také v Národním technickém muzeu. V muzeu v České Lípě jsou vedle rukopisu Soukromého domu v Pompejích rovněž jeho cestovní alba i fotografická dokumentace starého hřbitova v Kamenickém Šenově. Kromě archeologických nálezů a historického skla vlastnil Palme také numismatickou sbírku, dnes součást sbírek Národního muzea v Praze. Na sklonku života se potom věnoval psaní prózy, jehož výsledkem je sbírka příběhů z prostředí Kamenického Šenova s použitím místního dialektu.

### České překlady
- PALME, Harry. Bilance mého života (nepublikované zápisky v překl. J. Čižinského). Sklářské muzeum (Kamenický Šenov, Česko)
- PALME, Harry. Kamenický Šenov a jeho Starý hřbitov: pomníky a lidé pod nimi pochovaní, jak vypadali, jací byli, čím se živili a kde bydleli. Překlad Alena Smolíková. Vydání první. [Kamenický Šenov]: město Kamenický Šenov, 2018. 835 s. ISBN 978-80-87100-38-7.